# Рудоуправление № 10
«Рудоуправление № 10» Министерства среднего машиностроения СССР («Почтовый ящик № 1») — бывшее горно-обогатительное предприятие по добыче и переработке урановых руд Бештаугорского месторождения. Является градообразующим предприятием города Лермонтова Ставропольского края. В структуру комбината входили — гидрометаллургический завод, два подземных урановых рудника, ТЭЦ и завод железобетонных изделий. На предприятии впервые в мировой практике была разработана технология сернокислотного выщелачивания урана из скальной породы на месте залегания.

## История
В 1944 году специалисты из геологоразведочной партии № 1 (ГРП-1) «Кольцовской экспедиции» выявили в горе Бештау несколько видов урансодержащих минералов. Главное оруденение располагалось практически в центре Бештаугорского массива, на южном и восточном склонах Большого Тау. Начальник ГРП-1 Глинских Ф. Н. сдал месторождение 17 июля 1950 года.
29 июля 1950 года постановлением Совета Министров СССР № 3342-1407 на базе ГРП-1 создаётся предприятие «Почтовый ящик № 1» («Рудоуправление № 10» Министерства среднего машиностроения СССР), задачами которого являлись добыча и переработка урановых руд Бештаугорского месторождения. Директором назначается Иван Максимович Алексеев. В состав «П/я № 1» вошли: «Восточный» и «Западный» рудники, сеть подстанций, электромеханический и транспортный цеха. Вскоре началась проходка первых штолен вскрывающих месторождение. Темпы проходки подземных горных выработок скоростными бригадами достигали 300 метров в месяц, что являлось высочайшим достижением для всей горнодобывающей отрасли в стране. Параллельно создаются штольни «Западного» рудника, ведётся активная доразведка месторождения.
На южном подножье горы Бештау, где ранее располагался вахтовый лагерь геологоразведочной партии, возникает Посёлок № 1. Западнее горы, на месте современного города Лермонтова, возводятся первые бараки рабочего посёлка Рудоуправления № 10. Шахтёры на тот момент не были обеспечены нормальным жильём и прочими хозбыт условиями. Персонал проживал либо во временном Посёлке № 1, либо в Пятигорске. Однако ввиду плотного рабочего графика и продолжительных смен, многим горнякам приходилось перебираться из Пятигорска на склоны горы Бештау.
В конце 1951 года выработки «Восточного» и «Западного» рудника сбились на горизонтах 720, 850 и 1002 м. В 1952 году рудники объединяются в предприятие под названием «Рудник № 1», начальником которого становится Пригожин Е. И. В период строительства, всего за два года, было пройдено почти 100 километров подземных горных выработок. В 1953 году была завершена первая очередь Рудника № 1. Слаженная работа коллектива и ударные темпы строительства позволили сдать вторую очередь уже к 1954 году. Рудник № 1 официально вводится в эксплуатацию.
В ноябре 1954 года вводится в эксплуатацию гидрометаллургический завод («ГМЗ») и ТЭЦ. На «ГМЗ» начинается обогащение добытых на руднике урановых руд и выпуск готового продукта — уранового концентрата. Главным предприятием производящим электроэнергию для нужд «П/я № 1» становится Лермонтовская ТЭЦ. На горе Бык, параллельно с проведением геологоразведочных работ на месторождении, начинается строительство «Рудника № 2». В конце 50-х горные инженеры Чернов М. П. и Ульянов В. С., под руководством главного инженера предприятия Зорина И. С., разработали и внедрили новую систему отработки месторождения методом слоевого обрушения. Новая технология позволила увеличить темпы добычи более чем в два раза, а уже через год, в 1958-м, Рудник № 1 достиг проектной производительности — 230 тыс. тонн руды в год.
В 1956 году на горе Бык вводится в эксплуатацию «Рудник № 2». С 1963 года здесь проводились работы по изысканию возможности отработки бедных забалансовых руд методом подземного (шахтного) сернокислотного выщелачивания. Инновация позволила не только сохранить объём добычи на уровне 1963 года, но и осуществить рост производства, несмотря на снижение содержания урана в руде более чем в пять раз. Уран, добытый таким способом, оказался самым дешёвым в СССР. Полученные результаты показали полную экономическую целесообразность добычи металла из ранее считавшейся непромышленной руды.
В январе 1968 года предприятие «Почтовый ящик № 1» переименовано в Лермонтовское Горно-Химическое Рудоуправление («ГХРУ»). Начиная с 1972 года план добычи на Руднике № 1 начинает планомерно снижаться, что было предусмотрено производственными планами. В 1974 году на объекте прекращаются все очистные работы, а 31 августа 1975 года с территории Рудника № 1 на дневную поверхность была выдана последняя вагонетка с урановой рудой. Последним директором предприятия стал Климов М. Ф., занимавший данный пост с 1973 года.
В конце 80-х, в связи с новым постановлением правительства о сохранении благоприятной экологической обстановки на территории Кавминводского государственного заказника, работы на Руднике № 2 были полностью остановлены. Последним директором предприятия стал Шапошников Ю. М.. После остановки подземных горных работ на рудниках, был произведён демонтаж основного оборудования, ликвидация открытых устьев и частичная рекультивация дневной поверхности гор Бештау и Бык. В 1989 году Горно-химическое рудоуправление преобразовалось в Лермонтовское производственное объединение «Алмаз» и с этого момента больше не занималось обогащением урановых руд. Просуществовав 8 лет, ЛПО «Алмаз» будет реорганизовано в 1997 году. «Гидрометаллургический завод» и «Электромеханический завод» стали самостоятельным предприятиями.
В 2012 году из федерального бюджета направлено свыше 300 миллионов рублей на рекультивацию бывших уранодобывающих объектов Лермонтовского ГХРУ. В рамках реализации ФЦП «ОЯРБ 2008—2015» были облагорожены многие отвалы на горах Бештау и Бык, погашены некоторые открытые устья штолен, проведены работы по дезактивации на хвостохранилище ГМЗ. По информации на 2021 год, в горах Кавминвод до сих пор имеется множество открытых штолен. Подземные выработки находятся в неудовлетворительном состоянии, а объёмная активность радиоактивного газа радона внутри достигает 100 кБк/м³, что в 100 раз выше, чем на рабочем предприятии 50 лет назад. Несмотря на это, по официальным отчётам о проведённой в 2015 году рекультивации, все входы под землю числятся ликвидированными.

## Гидрометаллургический завод
Гидрометаллургический завод и комплекс вспомогательных зданий располагался в 5 километрах на запад от горы Бештау. На территории в 8 гектаров размещались основные производственные цеха, тепловая электростанция и ряд административных зданий. Сырьё из рудника доставляли грузовыми составами по железнодорожными путям и разгружали в цехе приёмки необработанной руды. В цехе дробления происходило измельчение руды на шаровых мельницах и её последующая сортировка. Получение продуктивного раствора происходило в цехе выщелачивания. В обогатительном корпусе из продуктивного раствора кислотным способом по сорбционно-экстрактной схеме извлекался урановый концентрат. Готовый продукт отправляли с завода по ж/д путям. Хвостовой материал по пульпопроводу отправлялся на хвостохранилище.
В конце 1967 года на «ГМЗ» также был налажен выпуск минеральных удобрений. После развала СССР завод прекратил обогащение урановых руд и полностью перешёл на производство сельскохозяйственных удобрений.

## Рудник № 1
Введён в эксплуатацию в 1952 году. Отрабатывал Бештаугорское урановое месторождение подземным способом по технологии слоевого обрушения. Месторождение вскрыто штольнями и двумя шахтными стволами. Максимальный объём добычи руды был получен в 1964 году. Рудник полностью прекратил работу в 1975 году по причине истощения балансовых запасов руды. В настоящее время заброшен и снят с баланса предприятия ввиду его реорганизации.

## Рудник № 2
Введён в эксплуатацию в 1954 году. Отрабатывал Быкогорское урановое месторождение подземным способом по технологии горизонтальных слоёв с закладкой, позже перешёл на технологию подземного шахтного выщелачивания. Месторождение вскрыто штольнями и слепым шахтным стволом. Максимальный объём добычи руды был получен в 1986 году. Очистные работы на руднике полностью прекращены в 1989 году по экономическим и экологическим причинам. В настоящее время заброшен и снят с баланса предприятия ввиду его реорганизации.